# Frioul-archipel
De Frioul-archipel is een groep van twee grote en twee kleine Franse eilanden die in de Middellandse Zee liggen op zo'n 4 km van Marseille. De totale oppervlakte bedraagt ongeveer 200 ha. De eilanden behoren tot de agglomeratie Marseille.
| Eiland    | Lengte | Hoogte | Ligging                       | Opmerking                               |
| --------- | ------ | ------ | ----------------------------- | --------------------------------------- |
| Pomègues  | 2,7 km | 89 m   | Het zuidelijke eiland         |                                         |
| Ratonneau | 2,5 km | 86 m   | Het noordelijke eiland        | Locatie van Hôpital Caroline            |
| If        |        |        | 400 m ten oosten van Pomègues | Locatie van Château d'If                |
| Tiboulain |        |        | 400 m ten westen van Pomègues | Dialect, vertaald: "Petit bout d'île" ) |

De twee grootste eilanden, Pomègues en Ratonneau, zijn bewoond en met elkaar verbonden door een dam (la digue Berry) uit 1822. In het verleden waren de eilanden belangrijk voor de verdediging van de haven van Marseille. Ze dienden ook om scheepsbemanningen in quarantaine te plaatsen.